# Mai Kolossova

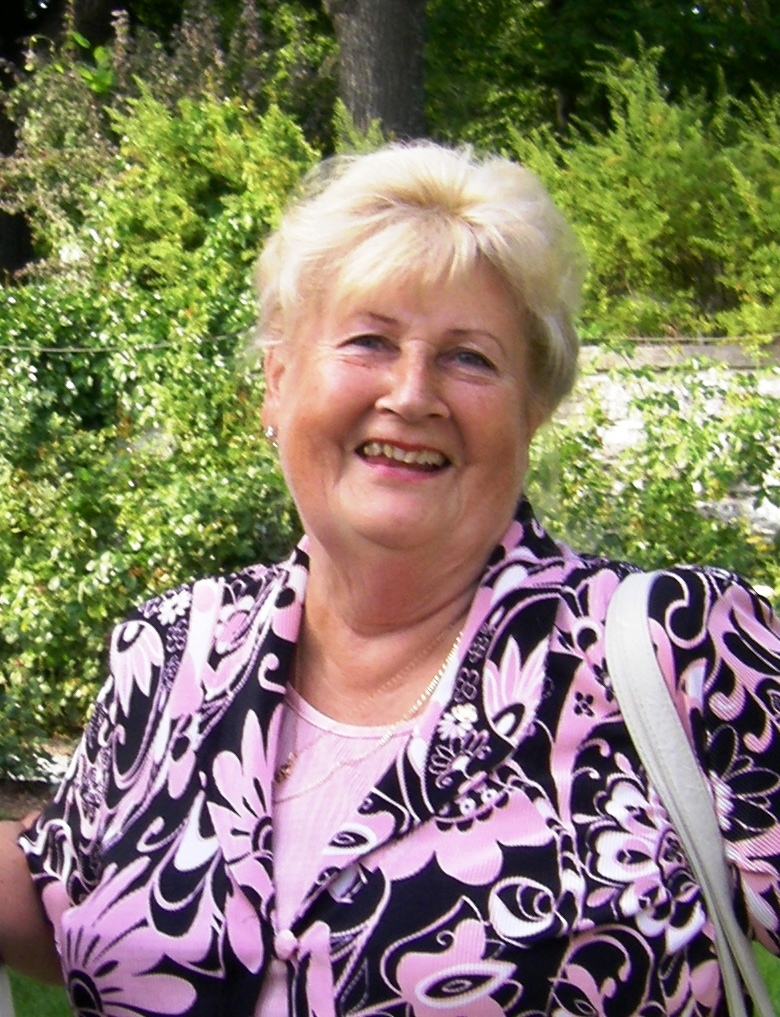
Mai Kolossova (2011)

Mai Kolossova (* 19. Mai 1937 als Mai Pärda in Tartu, Estland) ist eine estnische Agrarwissenschaftlerin, ehemalige Parteifunktionärin in der Kommunistischen Partei Estlands und ehemaliges Mitglied des Obersten Rates der Estnischen Sozialistischen Sowjetrepublik (Estnische SSR). Besondere Bekanntheit erlangte sie 1991 durch ihr Votum für die Wiederherstellung der Unabhängigkeit Estlands.

## Leben
Mai Kolossova wurde am 19. Mai 1937 in Tartu, der zweitgrößten Stadt Estlands, als Tochter von Elmar und Endla Pärda (geb. Aavik) geboren. Ihre Eltern besaßen einen Bauernhof in der Landgemeinde Ambla, Kreis Järva. Anfang der 1940er Jahre wurde die Landwirtschaft aufgegeben, und die Familie zog zur Großmutter nach Tartu. Dort besuchte sie bis 1955 das Miina Härma Gymnasium in Tartu und schloss 1960 ihr Studium der Agrarwissenschaften an der Estnischen Universität der Umweltwissenschaften ab. Ergänzend studierte sie im Fernstudium an der Universität Tartu Chemie und Biologie.
Von 1960 bis 1963 war Kolossova als Agrarwissenschaftlerin in Vändra tätig und gehörte den Landwirtschaftsverwaltungen von Tori und Pärnu an. Anschließend arbeitete sie von 1963 bis 1972 als Biologie- und Chemielehrerin in Pärnu.

## Politisches Engagement und Ämter
Kolossova war ab 1964 Mitglied der KPdSU und Mitglied der Kommunistischen Partei Estlands (estnisch Eestimaa Kommunistlik Partei) (EKP). Ab 1983 war sie stellvertretende Leiterin der Abteilung Parteiorganisation des Zentralkomitees der Partei. Von 1984 bis 1990 war sie Erste Sekretärin des EKP-Regionalkomitees Valga.
Ab 1985 gehörte Kolossova dem XI. Obersten Rat der Estnischen SSR (estnisch Eesti NSV Ülemnõukogu) an und war stellvertretende Vorsitzende von dessen Gesundheits- und Sozialausschuss. Auch dem nachfolgenden XII. Obersten Rat gehörte Kolossova wieder an. 
Bei der entscheidenden Abstimmung des Obersten Rates am 20. August 1991 zählte Mai Kolossova zu den 69 Abgeordneten, die trotz der Anwesenheit sowjetischer Streitkräfte in der Hauptstadt Tartu für die Wiederherstellung der Unabhängigkeit Estlands stimmten, das seit 1940 von der UdSSR besetzt war. Nach dieser Abstimmung fungierte der XII. Oberste Rat bis zur Einberufung des ersten konstitutionellen estnischen Parlaments am 30. September 1992 de facto als Parlament der wiederhergestellten Republik Estland. 
36 der 69 Abgeordneten, die 1991 für die nationale Unabhängigkeit Estlands gestimmt hatten, gründeten 1994 den Klub des 20. August (estnisch 20. Augusti Klubi), dem auch Kolossova beitrat. Zum 30. Jahrestag der Abstimmung veranstaltete der Klub am 19. August 2021 in Zusammenarbeit mit dem estnischen Parlament und der Staatskanzlei auf dem Domberg in Tallinn eine Konferenz zum Thema Die Erfahrung der Wiederherstellung der Staatlichkeit heute (estnisch Omariikluse taastamise kogemus tänasel päeval). Auf dieser Konferenz traten neben hochrangigen Politikern, darunter die damalige Staatspräsidentin Kersti Kaljulaid, Premierminister Jüri Ratas und seine Nachfolgerin Kaja Kallas sowie der ehemalige Staatspräsident Arnold Rüütel, auch eine Reihe von prominenten Klubmitgliedern als Redner auf. Auch Mai Kolossova hielt einen Vortrag zum Thema Meine emotionalen Erinnerungen (estnisch Minu emotsionaalsed mälestused).

## Ehrungen und Auszeichnungen
- 2002: Orden des Staatswappens, V. Klasse (erhalten am 23. Februar 2002)[7][8]
- 2006: Orden des Staatswappens, III. Klasse (erhalten am 23. Februar 2006)[9]
- 2008: Verdienstorden der Stadt Pärnu[10]